# 塞浦路斯土耳其航空
塞浦路斯土耳其航空（土耳其語：Kıbrıs Türk Hava Yolları）是以北塞浦路斯為基地的航空公司，成立於1974年，結業於2010年。塞浦路斯土耳其航空主要运营北塞浦路斯埃尔詹国际机场至土耳其、英国以及西欧和北欧多个城市的航班。

## 航點
| 旗幟 | 城市       | 國家       | 機場名稱       |
| ---- | ---------- | ---------- | -------------- |
|      | 北尼科西亞 | 北塞浦路斯 | 埃尔詹国际机场 |